# 찰스 골드너
찰스 골드너(Charles Goldner, 1900년 12월 7일 ~ 1955년 4월 15일)는 오스트리아의 배우, 무대 연출가, 가수이다.
빈에서 태어났으며 런던에서 사망하였다.

## 영화
- 레이서 (1955년)
- 엔드 오브 어페어 (1955년)
- 우리의 삶에서 (1954년)
- 사우스 오브 앨지어스 (1953년)
- 목마와 소년 (1950년)
- 원 나이트 위드 유 (1948년)